# Chadwick Boseman
Chadwick Aaron Boseman (Anderson, 29 novembre 1976 – Los Angeles, 28 agosto 2020) è stato un attore, drammaturgo e produttore cinematografico statunitense.
Ha ottenuto il successo internazionale per aver interpretato il supereroe T'Challa / Black Panther nei film del Marvel Cinematic Universe, ruolo con cui vinse uno Screen Actors Guild Award come miglior cast cinematografico. Con il ruolo del trombettista Levee nel film Ma Rainey's Black Bottom, ottiene il plauso della critica e numerosi riconoscimenti postumi, tra cui il Golden Globe per il miglior attore in un film drammatico, il Critics' Choice Awards al miglior attore, lo Screen Actors Guild Award per il miglior attore cinematografico e le candidature al Premio Oscar, ai British Academy Film Awards ed agli Independent Spirit Awards. Nel 2022 ottiene l'Emmy Award nella categoria Outstanding Character Voice-Over Performance per aver doppiato il personaggio di Star Lord T'Challa in What If...?.
Nel 2018 fu inserito dalla rivista Time tra le 100 persone più influenti del pianeta.

## Biografia
Chadwick Boseman nasce e cresce nel 1976 ad Anderson, nella Carolina del Sud, figlio di Carolyn e Leroy Boseman, entrambi Americani. Sua madre era un’infermiera mentre suo padre lavorava in una fabbrica tessile e gestiva un'attività di tappezzeria. Nella sua giovinezza ha praticato arti marziali, e ha continuato ad attuare questa disciplina anche da adulto. Da bambino sognava di diventare un architetto.
Nel 1995 si è diplomato presso la locale T.L Hanna High School, dove ha giocato nella squadra di basket. Nel suo primo anno scolastico, scrisse la sua prima commedia, intitolata Crossroad, decidendo di metterla in scena in uno spettacolo scolastico dopo che un suo compagno venne ucciso. Venne scelto per giocare a basket al college, ma decise di scegliere arte frequentando la Howard University di Washington, laureandosi nel 2000 con un Bachelor of Fine Arts in regia. Durante gli anni del college ha lavorato in una libreria ed ha attinto alla sua esperienza per scrivere Hieroglyphic Graffiti.
Tra i suoi insegnanti alla Howard, vi erano Al Freeman Jr. e Phylicia Rashad, che divennero per lui dei mentori. Quest'ultima ha contribuito a raccogliere fondi, in particolare dal suo amico e allora promettente attore Denzel Washington, in modo che Boseman e altri suoi compagni di classe potessero frequentare l'Oxford Summer Program della British American Drama Academy al Balliol College ad Oxford, dove erano stati accettati. Inizialmente Boseman voleva scrivere e dirigere ed ha iniziato a studiare recitazione per relazionarsi con gli attori.

## Carriera

### Gli inizi (1993-2007)
All'inizio della sua carriera viveva a Brooklyn. Nel 2000 venne nominato regista dalla Drama League di New York. Ha diretto diverse produzioni teatrali tra cui The Coloured Museum di George C. Wolfe (Wolfe avrebbe poi scelto Boseman nella sua ultima interpretazione) e una messa in scena dell'Olandese di Amiri Baraka. Lavorò come istruttore di recitazione presso lo Schomburg Center for Research in Black Culture ad Harlem, tra il 2002 e il 2009. Divenne famoso come drammaturgo e attore teatrale nel 2002, esibendosi in diverse produzioni e vincendo il premio AUDELCO per il suo ruolo in Urban Transition di Ron Milner.
Nel 2003, venne scelto per il suo primo ruolo televisivo in un episodio di Squadra emergenza ed, ha iniziato ad interpretare Reggie Montgomery nella soap opera La valle dei pini. Venne licenziato da La valle dei pini, dopo aver espresso ai produttori preoccupazioni in merito agli stereotipi razzisti presenti nella sceneggiatura; il ruolo venne rielaborato e affidato a Michael B. Jordan, suo futuro co-protagonista in Black Panther. Tra i suoi primi lavori televisivi vi sono ruoli in alcuni episodi di Law & Order - I due volti della giustizia, Cold Case - Delitti irrisolti e E.R. - Medici in prima linea.
La sua opera teatrale più famosa, Deep Azure, venne commissionata dalla Congo Square Theatre Company di Chicago e fu candidata nel 2006 per un Jeff Award come Miglior nuovo lavoro. Nel 2008 Boseman ha poi trasformato Deep Azure in una sceneggiatura; Michael Greene (che sarebbe diventato il suo agente) lo contattò perché Tessa Thompson e Omari Hardwick avevano espresso interesse per interpretare i ruoli principali, spingendo Boseman a trasferirsi a Los Angeles. Nel 2007 ha diretto, scritto e prodotto il cortometraggio Blood Over a Broken Pawn, che venne in seguito premiato nel 2008 all'Hollywood Black Film Festival.

### La rivelazione (2008-2015)
Trasferitosi a Los Angeles, comincia ad intraprendere la carriera d'attore. Nel 2008 ha avuto un ruolo ricorrente nella serie televisiva Lincoln Heights - Ritorno a casa nei panni di Nathaniel Ray Taylor,  un veterano dell'esercito con disturbo da stress post-traumatico. Nello stesso anno ha esordito al cinema con il lungometraggio The Express diretto da Gary Fleder. Nel luglio del 2013, Heaven, il suo secondo cortometraggio da regista venne presentato in anteprima presso lo HollyShorts Film Festival.
Il ruolo che ha dato una svolta alla sua carriera arrivò nel 2013 con il film 42 - La vera storia di una leggenda americana, in cui ha interpretato il ruolo principale della leggenda del baseball Jackie Robinson. Altri cinque attori erano stati presi seriamente in considerazione per il ruolo, ma alla fine il regista Brian Helgeland scelse Boseman dopo due audizioni. La vedova di Robinson dichiarò che vedere la performance dell'attore "fu come rivedere suo marito". Per replicare i manierismi di Robinson, si è allenato per cinque mesi con allenatori di baseball professionisti. Lo stesso anno ha anche recitato nel film indipendente The Kill Hole.
Nel 2014 ha recitato in un altro film sportivo, Draft Day, nel ruolo del giocatore immaginario Vontae Mack. Lo stesso anno interpreta la leggenda del soul James Brown in Get on Up - La storia di James Brown. Nel ruolo di Brown, l'attore ha cantato e ballato, lavorando con il coreografo Aakomon Jones dalle cinque alle otto ore al giorno per due mesi. Mick Jagger, produttore della pellicola, lo ha aiutato sull'interazione con il pubblico durante le esibizioni dal vivo. La sua interpretazione fu elogiata dalla critica, e il sito di recensioni cinematografiche Rotten Tomatoes definì la performance come "un indimenticabile ruolo da protagonista ed un omaggio adeguatamente dinamico".
Nel 2016 ha interpretato il ruolo di Thoth, una divinità della mitologia egizia nel film Gods of Egypt.

### Il successo (2016-2019)
Nel 2016 ha iniziato ad interpretare Pantera Nera, personaggio dei fumetti della Marvel Comics nel Marvel Cinematic Universe. Firmò un contratto in cui il suo personaggio sarebbe comparso in cinque film e debuttò con Captain America: Civil War. Mentre lavorava al film, l'attore ha imparato un po' di Xhosa da John Kani ed ha insistito per usare la lingua del suo personaggio. La performance venne molto apprezzata e molti critici evidenziarono che l'inclusione del personaggio serviva in gran parte per impostare il prossimo film in cui sarebbe stato protagonista. Nel 2018 è tornato ad interpretare Pantera Nera, nella pellicola Black Panther, incentrata sul personaggio e sul Wakanda, suo paese natale. Il film suscitò molte aspettative, diventando uno dei film di maggiore incasso. Grazie a questa performance, l'attore venne definito dalla rivista Time come una delle cento persone più influenti nel mondo. La pellicola è stata il primo film di supereroi ad essere candidato per un Premio Oscar come Miglior film. Ha ripreso il ruolo sia in Avengers: Infinity War che in Avengers: Endgame, che sono usciti rispettivamente nel 2018 e nel 2019.
Nel 2017 ha interpretato Thurgood Marshall nel film biografico Marcia per la libertà. La pellicola ricevette un'accoglienza tiepida dalla critica anche se, la performance dell'attore venne particolarmente elogiata. Nel 2019 ha recitato in City of Crime, un film thriller d'azione americano diretto da Brian Kirk.

### Gli ultimi lavori (2020)
Nel 2020 recita nel film Da 5 Bloods - Come fratelli diretto da Spike Lee e distribuito sulla piattaforma digitale Netflix. La sua performance nel ruolo di Norman Holloway è stata accolta positivamente dalla critica che ha definito il suo personaggio come "un personaggio con carisma da star del cinema e grinta da film di guerra". Grazie a questo ruolo riceve una candidatura come miglior attore non protagonista ai Critics' Choice Awards.
Lo stesso anno, sempre su Netflix, esce Ma Rainey's Black Bottom, in cui è co-protagonista al fianco di Viola Davis. La performance è stata fortemente acclamata dalla critica, che l'ha definita come "un'esibizione sorprendente, rivelatrice e formidabilmente distinta dalle numerose interpretazioni viste sul palco". L'interpretazione del trombettista Levee, gli è valsa la sua prima vittoria ai Golden Globe, ai Critics' Choice Awards, e le candidature al Premio Oscar, ai British Academy Film Awards, ai Gotham Independent Film Awards ed agli Independent Spirit Awards come miglior attore protagonista. Ai Screen Actors Guild Award del 2021, stabilisce un nuovo record ottenendo ben quattro candidature nella stessa edizione, aggiudicandosi il premio come miglior attore cinematografico per Ma Rainey's Black Bottom.
L'ultimo lavoro lo vede tornare nuovamente nei panni di Black Panther, prestando la sua voce nella serie animata What If...? dei Marvel Studios, con il quale si aggiudica un Premio Emmy per la miglior voce fuoricampo.
Visto l'enorme successo del franchise di Black Panther e il grande amore del pubblico nei confronti dell'attore nel ruolo di T'Challa, in seguito alla prematura scomparsa dell'attore, i Marvel Studios hanno deciso di far spegnere anche il Re del Wakanda nella continuità narrativa del MCU: il film Black Panther: Wakanda Forever (2022) è infatti dedicato all'attore e affronta parallelamente entrambi i lutti.

### Malattia e morte
Nel 2016 gli fu diagnosticato un tumore al colon al terzo stadio, poi progredito al quarto stadio nel 2020. Non ha mai parlato pubblicamente del cancro e, secondo la rivista The Hollywood Reporter, "solo una manciata di non familiari sapeva che Boseman fosse malato". Durante il trattamento, che prevedeva più interventi chirurgici e chemioterapia, ha continuato a lavorare e ha completato diversi film. L'attore è morto, in casa sua,  il 28 agosto 2020 all’età di 43 anni, con moglie e famiglia al fianco. Poco prima di morire aveva sposato Taylor Simone Ledward.

## Filmografia

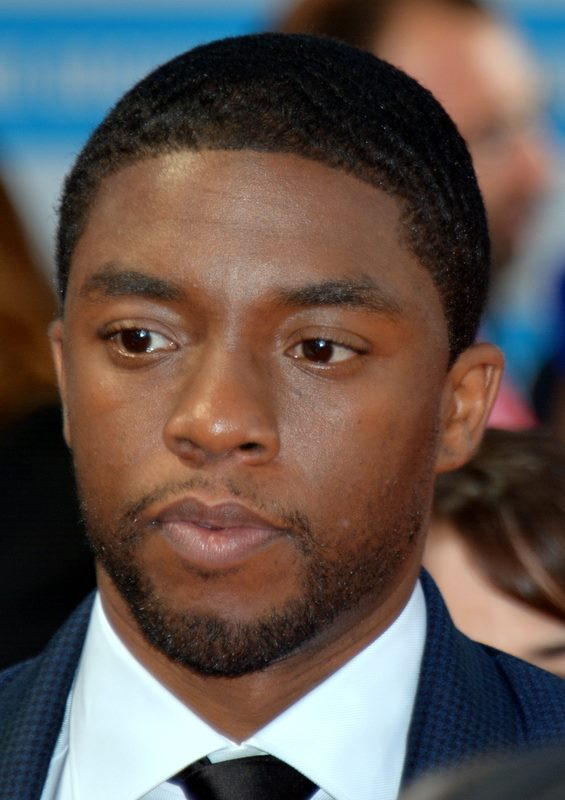
Chadwick Boseman al Festival del cinema americano di Deauville nel 2014

### Attore

#### Cinema
- Date, regia di Eva Saks (2004) - cortometraggio
- LadyLike, regia di Safiya Songhai (2006) - cortometraggio
- The Appointment, regia di Kevin Forte (2007) - cortometraggio
- The Express, regia di Gary Fleder (2008)
- The Kill Hole, regia di Mischa Webley (2012)
- 42 - La vera storia di una leggenda americana (42), regia di Brian Helgeland (2013)
- Draft Day, regia di Ivan Reitman (2014)
- Get on Up - La storia di James Brown (Get on Up), regia di Tate Taylor (2014)
- 9 Kisses, regia di Elaine Constantine (2014) - cortometraggio
- Gods of Egypt, regia di Alex Proyas (2016)
- Captain America: Civil War, regia di Anthony e Joe Russo (2016)
- Message from the King, regia di Fabrice Du Welz (2016)
- Marcia per la libertà (Marshall), regia di Reginald Hudlin (2017)
- Black Panther, regia di Ryan Coogler (2018)
- Avengers: Infinity War, regia di Anthony e Joe Russo (2018)
- Avengers: Endgame, regia di Anthony e Joe Russo (2019)
- City of Crime (21 Bridges), regia di Brian Kirk (2019)
- Da 5 Bloods - Come fratelli (Da 5 Bloods), regia di Spike Lee (2020)
- Ma Rainey's Black Bottom, regia di George C. Wolfe (2020) - postumo

#### Televisione
- La valle dei pini (All My Children) – serie TV, episodi sconosciuti (2003)
- Squadra emergenza (Third Watch) – serie TV, 1 episodio (2003)
- Law & Order - I due volti della giustizia (Law & Order) – serie TV, 1 episodio (2003)
- CSI: NY – serie TV, 1 episodio (2006)
- E.R. - Medici in prima linea (ER) – serie TV, 1 episodio (2008)
- Cold Case - Delitti irrisolti (Cold Case) – serie TV, 1 episodio (2008)
- Lie to Me – serie TV, episodio 2x02 (2009)
- Lincoln Heights - Ritorno a casa (Lincoln Heights) – serie TV, 9 episodi (2008-2009)
- Persone sconosciute (Persons Unknown) – serie TV, 13 episodi (2010)
- The Glades – serie TV, 1 episodio (2010)
- Castle – serie TV, episodio 3x12 (2011)
- Detroit 1-8-7 – serie TV, 1 episodio (2011)
- Justified – serie TV, 1 episodio (2011)
- Fringe – serie TV, episodio 4x04 (2011)
- What if...? – serie TV (2021) – postumo

### Produttore

#### Cinema
- Blood Over a Broken Pawn, regia di Chadwick Boseman (2008) - cortometraggio
- In Retrospect..., regia di Logan Coles (2009) - cortometraggio
- Heaven, regia di Chadwick Boseman (2012) - cortometraggio
- Perfect Day, regia di Derrick L. Sanders (2014) - cortometraggio
- Message from the King, regia di Fabrice Du Welz (2016)
- Marcia per la libertà (Marshall), regia di Reginald Hudlin (2017)
- City of Crime (21 Bridges), regia di Brian Kirk (2019)

### Regista

#### Cinema
- Blood Over a Broken Pawn (2008) - cortometraggio
- Heaven (2012) - cortometraggio

### Sceneggiatore

#### Cinema
- Blood Over a Broken Pawn, regia di Chadwick Boseman (2008) - cortometraggio

### Doppiatore

#### Televisione
- What If...? (2021) - postumo

## Teatro

### Drammaturgo
- Crossroads (1993)
- Rhyme Deferred (1997)[59]
- Hieroglyphic Graffiti (2002)[60]
- Deep Azure (2005)[61]

## Riconoscimenti
Premio Oscar
- 2021 – Candidatura per il miglior attore protagonista per Ma Rainey's Black Bottom

Golden Globe
- 2021 – Miglior attore in un film drammatico per Ma Rainey's Black Bottom

British Academy Film Awards
- 2021 – Candidatura per il miglior attore protagonista per Ma Rainey's Black Bottom

Critics' Choice Award
- 2021 – Miglior attore per Ma Rainey's Black Bottom
- 2021 – Candidatura per il miglior attore non protagonista per Da 5 Bloods - Come fratelli

Gotham Independent Film Awards
- 2020 – Candidatura per il miglior attore protagonista per Ma Rainey's Black Bottom
- 2020 – Tributo alla carriera

Independent Spirit Awards
- 2021 – Candidatura per il miglior attore protagonista per Ma Rainey's Black Bottom

MTV Movie & TV Awards
- 2018 – Miglior performance in un film per Black Panther
- 2018 – Miglior eroe per Black Panther
- 2018 – Candidatura per il miglior duo (condiviso con Lupita Nyong'o, Danai Gurira e Letitia Wright) per Black Panther
- 2018 – Candidatura per il miglior combattimento (condiviso con Winston Duke) per Black Panther
- 2021 – Miglior performance in un film per Ma Rainey's Black Bottom

NAACP Image Award
- 2021 – Miglior attore protagonista per Ma Rainey's Black Bottom
- 2021 – Miglior attore non protagonista per Da 5 Bloods – Come fratelli
- 2021 – Miglior cast per Ma Rainey's Black Bottom
- 2021 – Candidatura per il miglior cast per Da 5 Bloods – Come fratelli

Premio Emmy
- 2022 – Miglior voce fuoricampo per What If...?

Satellite Award
- 2021 – Candidatura per il miglior attore in un film drammatico per Ma Rainey's Black Bottom
- 2021 – Miglior attore non protagonista per Da 5 Bloods – Come fratelli
- Screen Actors Guild Award
  - 2019 – Miglior cast cinematografico per Black Panther[66]
  - 2021 – Candidatura per il miglior cast cinematografico per Da 5 Bloods – Come fratelli[52]
  - 2021 – Candidatura per il miglior cast cinematografico per Ma Rainey's Black Bottom
  - 2021 – Miglior attore protagonista cinematografico in Ma Rainey's Black Bottom[53]
  - 2021 - Candidatura per il miglior attore non protagonista cinematografico in Da 5 Bloods – Come fratelli

## Doppiatori italiani
Nelle versioni in italiano delle opere in cui ha recitato, Chadwick Boseman è stato doppiato da:
- Paolo Vivio in Captain America: Civil War, Black Panther, Avengers: Infinity War, Avengers: Endgame, City of Crime, Da 5 Bloods - Come fratelli, Ma Rainey's Black Bottom
- Gianfranco Miranda in 42 - La vera storia di una leggenda americana, Get on Up - La storia di James Brown, Gods of Egypt
- David Chevalier in Cold Case - Delitti irrisolti, Castle
- Marco Vivio in The Glades, Marcia per la libertà
- Luigi Ferraro in CSI: NY
- Nanni Baldini in E.R. - Medici in prima linea
- Flavio Aquilone in The Express
- Simone Crisari in Fringe
- Alberto Bognanni in Persone sconosciute
- Daniele Raffaeli in Draft Day
- Carlo Petruccetti in Message from the King

Come doppiatore, Boseman è stato sostituito da:
- Paolo Vivio in What If...?